# Knox (Wisconsin)
Knox – miasto w Stanach Zjednoczonych, w stanie Wisconsin, w hrabstwie Adams.